# ベントン郡 (ミネソタ州)

ミネソタ州内の位置

ベントン郡（Benton County）は、アメリカ合衆国ミネソタ州の郡である。人口は4万1379人（2020年）。郡庁所在地はFoleyである。

## 地理
アメリカ合衆国統計局によると、この郡は総面積1,070 km2 (413 mi2) である。このうち1,057 km2 (408 mi2) が陸地で12 km2 (5 mi2) が水地域である。総面積の1.14%が水地域となっている。

### 隣接する郡
- ミルラクス郡  (北東)
- シャーバーン郡  (南東)
- スターンズ郡  (南西)
- モリソン郡  (北西)

## 人口動勢
2000年の国勢調査で、この郡は人口34,226人、13,065世帯、及び8,518家族が暮らしている。人口密度は32/km2 (84/mi2) である。13/km2 (33/mi2) の平均的な密度に13,460軒の住宅が建っている。この都市の人種的な構成は白人96.22%、アフリカン・アメリカン0.78%、先住民0.52%、アジア1.15%、太平洋諸島系0.05%、その他の人種0.35%、及び混血0.94%である。ここの人口の0.90%はヒスパニックまたはラテン系である。
この郡内の住民は27.10%が18歳未満の未成年、18歳以上24歳以下が12.20%、25歳以上44歳以下が31.00%、45歳以上64歳以下が18.70%、及び65歳以上が11.00%にわたっている。中央値年齢は32歳である。女性100人ごとに対して男性は99.60人である。18歳以上の女性100人ごとに対して男性は96.30人である。
この郡内の世帯ごとの平均的な収入は41,968米ドルであり、家族ごとの平均的な収入は51,277米ドルである。男性は33,214米ドルに対して女性は22,737米ドルの平均的な収入がある。この郡の一人当たりの収入 (per capita income) は19,008米ドルである。人口の7.10%及び家族の4.50%は貧困線以下である。全人口のうち18歳未満の6.30%及び65歳以上の12.60%は貧困線以下の生活を送っている。

## 都市及び町

### 都市
- Foley
- ギルマン
- ライス
- Ronneby
- ロイヤルトン†
- Sartell†
- Sauk Rapids
- St. Cloud†

### 郡区
- Alberta Township
- Gilmanton Township
- グレンドラド郡区
- グラハム郡区
- Granite Ledge Township
- ランゴラ郡区
- Mayhew Lake Township
- メイウッド郡区
- Minden Township
- Sauk Rapids Township
- セントジョージ郡区
- Watab Township

† ベントン郡の一部